# Festival d'Édimbourg
Cet article concerne le terme général. Pour le festival original, voir Festival international d'Édimbourg.
Festival d'Édimbourg (Edinburgh Festival) est un terme englobant plusieurs festivals artistiques et culturels se déroulant à Édimbourg, en Écosse, chaque été, principalement en août. Bien que les différents festivals soient gérés par des organisations distinctes – étant considérés comme des événements officiellement séparés –, ils sont considérés par beaucoup de visiteurs comme un seul et même festival. L'ensemble forme le plus grand festival culturel annuel du monde. Le Festival d'Édimbourg est membre du Global Cultural Districts Network.
Les festivals originaux, et les plus importants, sont le festival international d'Édimbourg (Edinburgh International Festival) et l'Edinburgh Festival Fringe, ce dernier étant à lui seul plus important qu'aucun autre événement similaire au niveau mondial et ne peut être comparé, au niveau notoriété, qu'au festival d'Avignon incluant le festival off d'Avignon.

## Historique
Le festival international d'Édimbourg (Edinburgh International Festival, EIF) a été fondé en 1947 dans un effort après-guerre de « proposer une plateforme pour l'épanouissement de l'esprit humain ». La même année, en marge du festival officiel, huit compagnies théâtrales s'invitent à l'EIF en organisant leur propre événement : elles créent le mouvement qui s'appellera plus tard l'Edinburgh Festival Fringe (EFF, ou simplement Fringe).
L'EIF et l'EFF restent depuis des organisations séparées. À ces deux événements se sont greffés plusieurs autres festivals culturels annuels, la plupart d'entre eux se déroulant également en été.

## Festivals

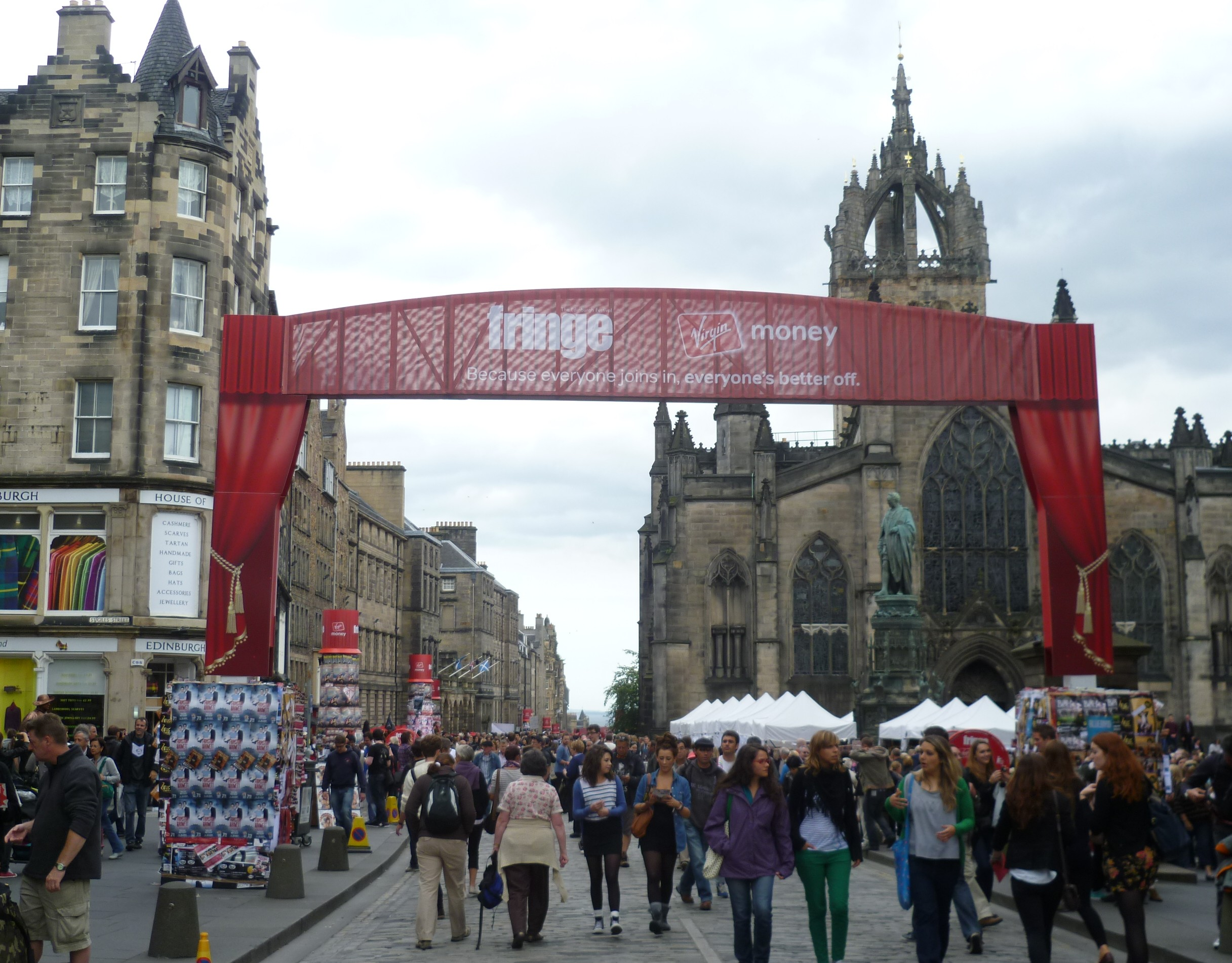
Le Royal Mile pendant le « Fringe »

Note : classés par ordre de création. En gras sont indiqués les douze festivals principaux.
- Festival international d'Édimbourg (Edinburgh International Festival ou EIF, depuis 1947) — le festival original et « officiel » avec des représentations classiques et modernes de théâtre, opéra, musique, danse, arts visuels, etc.
- Edinburgh Festival Fringe (depuis 1947) — aujourd'hui le plus important de tous les festivals artistiques au monde[2], propose des représentations de théâtre, théâtre de rue, comédie, musique, comédies musicales, danse, spectacles pour enfants, etc.
- Festival international du film d'Édimbourg (Edinburgh International Film Festival ou EIFF, depuis 1947) — se tenait à l'origine en août, puis a été déplacé en juin depuis 2008
- Edinburgh Military Tattoo (depuis 1950)
- Festival de jazz et de blues d'Édimbourg (Edinburgh Jazz and Blues Festival, depuis 1978)
- Festival international du livre d'Édimbourg (en) (Edinburgh International Book Festival, depuis 1983)
- Festival international des sciences d'Édimbourg (en) (Edinburgh International Science Festival, depuis 1988)
- Bank of Scotland Imaginate Festival (depuis 1990)
- Scottish International Storytelling Festival (depuis 1990)
- Edinburgh's Hogmanay (depuis 1994) — célébration du nouvel an
- Edinburgh Mela (en) (depuis 1995) — célèbre les communautés d'Asie du Sud de la ville
- Edinburgh International Internet Festival (depuis 1999)
- Edinburgh People's Festival (en) (depuis 2002)
- Edinburgh Interactive Festival (depuis 2003)
- Festival des arts d'Édimbourg (en) (Edinburgh Art Festival, depuis 2004)
- Edinburgh Annuale (en) (depuis 2004) — festival d'art contemporain
- Free Edinburgh Fringe Festival (en) (depuis 2004) - festival de spectacles gratuits, fait partie de l'Edinburgh Fringe
- Festival of Politics (depuis 2005)
- Festival of Spirituality and Peace (depuis 2005)
- iFest (en) (depuis 2007) — festival et conférences autour d'Internet
- Islam Festival Edinburgh (2007-2009)
- Edinburgh Comedy Festival (en) (depuis 2008) — festival de comédie se déroulant dans les quartiers d'Assembly, Gilded Balloon, Pleasance et Underbelly, fait partie de l'Edinburgh Fringe
- West Port Book Festival (en) (depuis 2008) — festival de livres gratuits d'occasion se déroulant dans le quartier de West Port.
- Edinburgh Book Fringe (depuis 2008)[3] — festival littéraire, fait partie de l'Edinburgh Fringe
- Edinburgh International Marketing Festival (depuis 2010)
- Edinburgh Swing Festival
- Edinburgh Harvest Festival

Le festival suivant se déroule également en août mais est réservé à l'industrie, et ne propose donc pas d'événements ouverts au public :
- Festival international de la télévision d'Édimbourg  (Edinburgh International Television Festival, depuis 1976)